# San Giovanni in Fiore
San Giovanni in Fiore é uma comuna italiana da região da Calábria, província de Cosenza, com cerca de 16.751 habitantes (31/07/2019). Estende-se por uma área de 279 km², tendo uma densidade populacional de 64 hab/km². Faz fronteira com Aprigliano, Bocchigliero, Caccuri (KR), Castelsilano (KR), Cotronei (KR), Longobucco, Pedace, Savelli (KR), Serra Pedace, Spezzano Piccolo, Taverna (CZ).
Aqui reside a célebre abadia de San Giovanni in Fiore que foi inaugurada por Joaquim de Fiore.

## Demografia
| Variação demográfica do município entre 1861 e 2011                               |
|                                                                                   |
| Fonte: Istituto Nazionale di Statistica (ISTAT) - Elaboração gráfica da Wikipedia |